# Remispora galerita
Remispora galerita är en svampart som beskrevs av Tubaki 1967. Remispora galerita ingår i släktet Remispora och familjen Halosphaeriaceae.   Inga underarter finns listade i Catalogue of Life.